# Antonio Maldonado (pintor)
Antonio Maldonado (Manatí, 13 de junio de 1920 - San Juan, 25 de agosto de 2006) fue un pintor e ilustrador puertorriqueño.
Los primeros estudios de arte los realizó en San Juan y en la Universidad de Puerto Rico, para trasladarse después a México donde los completó. Al regreso a su país, trabajó la cartelería y el diseño. Entre sus formadores destacaron los artistas españoles Alejandro Sánchez Felipe y Cristóbal Ruiz. 
Desarrollo una intensa labor como docente en la Escuela de Artes Plásticas hasta su jubilación. Sus trabajos recorrieron el mundo desde el Museo Metropolitano de Nueva York a Moscú en múltiples exposiciones, y forman obra permanente de muchas colecciones públicas y privadas
Mantuvo una estrecha relación de amistad y trabajo con artistas como Rafael Tufiño, René Marqués, Francisco Luciano y Lorenzo Homar.
Su obra ha servido para ilustrar eventos como las Olimpiadas de Ajedrez de 1986 en Dubái y de 1988 en Tesalónica o las tarjetas de Navidad de UNICEF 

### Obras
- Enlaces a obras de Antonio Maldonado
- Obras de Antonio Maldonado

### Biografías y reseñas
- Reseña biográfica.
- Reseña biográfica en Puerta de Tierra.
- Noticia del óbito en El Nuevo Día de Puerto Rico. Tomada el 26 de agosto de 2006.
- Noticia del óbito (enlace roto disponible en Internet Archive; véase el historial, la primera versión y la última). en Terra España. Tomada el 26 de agosto de 2006.

- Datos: Q5698892